# Beauvoir-en-Lyons
Beauvoir-en-Lyons és un municipi francès situat al departament del Sena Marítim i a la regió de Normandia. L'any 2007 tenia 567 habitants.

## Demografia

### Població
El 2007 la població de fet de Beauvoir-en-Lyons era de 567 persones. Hi havia 227 famílies de les quals 70 eren unipersonals (39 homes vivint sols i 31 dones vivint soles), 59 parelles sense fills, 78 parelles amb fills i 20 famílies monoparentals amb fills.
La població ha evolucionat segons el següent gràfic:
Habitants censats

### Habitatges
El 2007 hi havia 319 habitatges, 234 eren l'habitatge principal de la família, 62 eren segones residències i 23 estaven desocupats. 278 eren cases i 12 eren apartaments. Dels 234 habitatges principals, 199 estaven ocupats pels seus propietaris, 32 estaven llogats i ocupats pels llogaters i 3 estaven cedits a títol gratuït; 4 tenien una cambra, 28 en tenien dues, 31 en tenien tres, 64 en tenien quatre i 107 en tenien cinc o més. 175 habitatges disposaven pel capbaix d'una plaça de pàrquing. A 117 habitatges hi havia un automòbil i a 95 n'hi havia dos o més.

### Piràmide de població
La piràmide de població per edats i sexe el 2009 era:
| Homes | Edats   | Dones |
| ----- | ------- | ----- |
| 0     | 95 o +  | 0     |
| 4     | 90 a 94 | 4     |
| 4     | 85 a 89 | 4     |
| 8     | 80 a 84 | 0     |
| 20    | 75 a 79 | 20    |
| 8     | 70 a 74 | 4     |
| 8     | 65 a 69 | 16    |
| 12    | 60 a 64 | 20    |
| 20    | 55 a 59 | 12    |
| 16    | 50 a 54 | 12    |
| 32    | 45 a 49 | 16    |
| 12    | 40 a 44 | 24    |
| 16    | 35 a 39 | 16    |
| 12    | 30 a 34 | 12    |
| 8     | 25 a 29 | 12    |
| 12    | 20 a 24 | 0     |
| 20    | 15 a 19 | 20    |
| 16    | 10 a 14 | 24    |
| 12    | 5 a 9   | 8     |
| 16    | 0 a 4   | 8     |

## Economia
El 2007 la població en edat de treballar era de 344 persones, 244 eren actives i 100 eren inactives. De les 244 persones actives 223 estaven ocupades (130 homes i 93 dones) i 21 estaven aturades (8 homes i 13 dones). De les 100 persones inactives 35 estaven jubilades, 29 estaven estudiant i 36 estaven classificades com a «altres inactius».

### Ingressos
El 2009 a Beauvoir-en-Lyons hi havia 239 unitats fiscals que integraven 592 persones, la mediana anual d'ingressos fiscals per persona era de 15.867,5 €.

### Activitats econòmiques
Dels 15 establiments que hi havia el 2007, 1 era d'una empresa extractiva, 1 d'una empresa alimentària, 2 d'empreses de construcció, 1 d'una empresa de comerç i reparació d'automòbils, 2 d'empreses de transport, 2 d'empreses d'hostatgeria i restauració, 1 d'una empresa d'informació i comunicació, 1 d'una empresa immobiliària, 1 d'una entitat de l'administració pública i 3 d'empreses classificades com a «altres activitats de serveis».
Dels 4 establiments de servei als particulars que hi havia el 2009, 1 era un paleta, 1 fusteria i 2 restaurants.
L'únic establiment comercial que hi havia el 2009 era una fleca.
L'any 2000 a Beauvoir-en-Lyons hi havia 28 explotacions agrícoles que ocupaven un total de 1.900 hectàrees.

## Equipaments sanitaris i escolars
El 2009 hi havia una escola elemental integrada dins d'un grup escolar amb les comunes properes formant una escola dispersa.

## Poblacions més properes
El següent diagrama mostra les poblacions més properes.